# David Hope, Baron Hope of Craighead

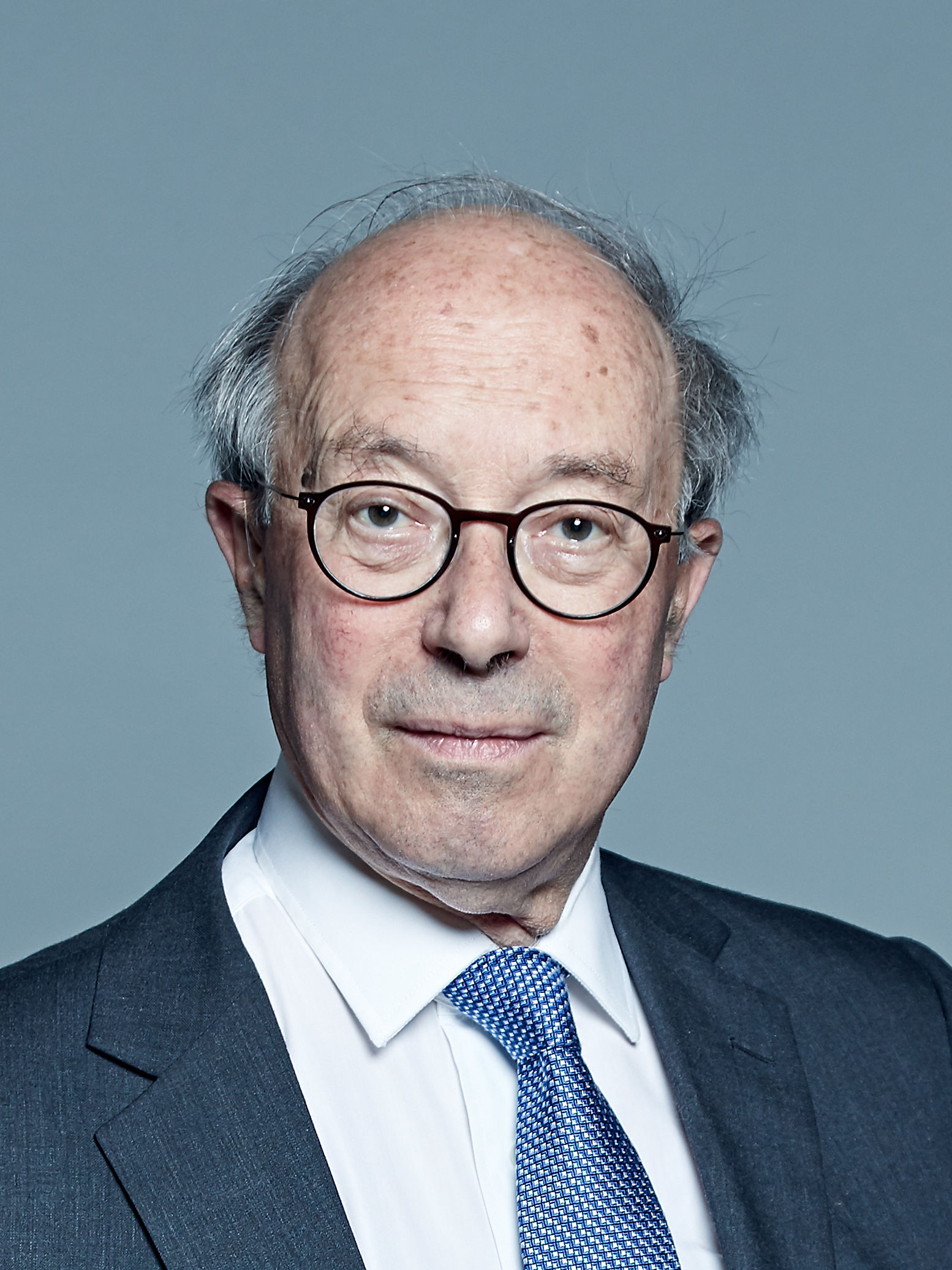
David Hope, Baron Hope of Craighead, 2017

James Arthur David Hope, Baron Hope of Craighead, KT, PC, QC  (* 27. Juni 1938) ist ein schottischer Jurist und war von 2009 bis 2013 stellvertretender Präsident des Obersten Gerichtshofs des Vereinigten Königreichs.

## Familie
Hope wurde als Sohn des aus Edinburgh stammenden Anwalts Arthur Henry Cecil Hope und dessen Frau Muriel Ann Neilson Collie geboren und gehört damit in die Adelslinie der Marquess of Linlithgow. Er heiratete 1966 Katharine Mary Kerr, mit der er drei Kinder hat.

## Ausbildung und berufliche Tätigkeit
Seine schulische Bildung erhielt Hope an der Edinburgh Academy und der Rugby School. Nach seinem von 1957 bis 1959 dauernden Wehrdienst, den er bei den Seaforth Highlanders absolvierte und aus dem er als Oberleutnant ausschied, nahm Hope sein Studium der Rechtswissenschaften am St. John’s College in Cambridge auf, das er 1962 abschloss. Hieran schloss sich ein weiteres Studium an der Universität Edinburgh an. Nach dessen Abschluss wurde er 1965 als Rechtsanwalt zugelassen. 1974 trat Hope in den Staatsdienst ein und vertrat die britische Krone bei finanzrechtlichen Streitigkeiten. 1978 ernannte Elisabeth II. ihn zum Kronanwalt. 1985/1986 saß Hope sowohl dem Medical Appeal Tribunal als auch dem Pension Appeal Tribunal vor und war von 1986 bis 1989 Dekan der Faculty of Advocates.

## Tätigkeit als Richter
1989 wurde Hope zum Richter am Obersten Gerichtshof Schottlands ernannt. Er übernahm sofort das Amt des Vorsitzenden Richters am Court of Session und des Obersten Richters von Schottland. 1995 wurde er als Baron Hope of Craighead, of Banff in the District of Perth and Kinross, zum Life Peer erhoben. 1996 übernahm er das Amt eines Lord of Appeal in Ordinary um am 1. Oktober 2009 als einer der ersten Richter am Obersten Gerichtshof des Vereinigten Königreichs die Arbeit aufzunehmen. Dort war er bis zum Ende seiner Amtszeit am 27. Juni 2013 stellvertretender Präsident.

## Auszeichnungen
- Kanzler der University of Strathclyde (1998–)
- Ehrendoktorwürde der Universitäten Aberdeen und Edinburgh (1991, 1995)
- Ehrenmitglied der Canadian Bar Association (1987)
- Ehrenmitglied des Gray’s Inn (1989)
- Knight Companion des Distelordens (2009)

## Veröffentlichungen (Auswahl)
- The Rule of Law Legacy of the House of Lords' Pinochet Judgments. In: The International Lawyer. Vol. 43, Nr. 1, 2009, ISSN 0020-7810, S. 45–50.
- James McGhee. A Second Mrs. Donoghue?. In: The Cambridge Law Journal. Vol. 62, Nr. 3, 2003, ISSN 0008-1973, S. 587–604.